# ノーフォーク狂詩曲第1番
ノーフォーク狂詩曲第1番 ホ短調（Norfolk Rhapsody No. 1）は、1906年にレイフ・ヴォーン・ウィリアムズが作曲した管弦楽のための狂詩曲。1914年に改訂されている。

## 概要
この曲は、ヴォーン・ウィリアムズがイングランド東部のノーフォーク、特にキングズ・リンの港町とその周辺で採集した民謡が土台となっている。1905年から1906年にかけてノーフォークの民謡に基づく管弦楽のための狂詩曲が3曲書かれており、この曲はその中の1曲である。《ノーフォーク狂詩曲第2番 ニ短調》は断片のみが現存しており、スティーヴン・ホッガー（Stephen Hogger）によって再構成されているが、第3番は失われている。
音楽評論家のマイケル・ケネディが提示する説によると、ヴォーン・ウィリアムズは3つの狂詩曲をひとつの「ノーフォーク交響曲」として演奏されるものとして構想したが、これは実現しなかったのだという。第1番の初演は1906年8月に、ロンドンにおいてヘンリー・ウッドの指揮で行われたが、その後1914年5月のボーンマスでの演奏に際して曲は大きな改訂を施された。第2番と第3番はともに1907年9月のカーディフ音楽祭で作曲者自身の指揮により初演され、後に1912年4月のロンドンでも演奏されたが、その後しまわれてしまった。第3番は破棄され、また第2番も出版されることはなく、ヴォーン・ウィリアムズが1914年に第1番の大改訂を行った時に引っ込めてしまったようである。そして、その素材の一部は1926年の《イングランド民謡による6つの習作》に転用されている。にもかかわらず、最後の2ページを除いて草稿譜が遺されていたのである。リチャード・ヒコックス指揮、ロンドン交響楽団の2002年の録音では、失われた終結部がスティーヴン・ホッガーによって補完されている。この録音は「1度限りの蘇演」にするということでレイフ・ヴォーン・ウィリアムズ協会から許可されたものだったが、2004年にバービカン・センターで行われた音楽家慈善基金のロイヤル・コンサートでは同じ指揮者とオーケストラが修正譜によって公開演奏を行った。

## 演奏時間
約11分半

## 楽曲構成
3つの狂詩曲を交響曲に見立てた場合、第1番は第1楽章に相当する。まず「The Captain's Apprentice」と「The Bold Young Sailor」という2つの歌による導入部で始まり、アレグロの主部がそれに続くが、これは「A Basket of Eggs」、「On Board a Ninety-eight」、「Ward, the Pirate」という3つの歌を下敷きにしている。第2番は交響曲の第2、第3楽章を束ねたものとみなすことができ、緩徐楽章の中間にスケルツォが挿入された形式をとっている。ここでは3つの民謡が用いられており、既に第1番で登場した「Ward, the Pirate」が再び現れる。第3番は終楽章にあたっており、急速な行進曲とトリオが4つの民謡から成り立っていた。しかし、1920年に完全に破棄されてしまった。

## 楽器編成
- 木管楽器
  - フルート 2（ピッコロ持替え 1）
  - オーボエ 2
  - コーラングレ
  - クラリネットイ調 2
  - 小クラリネット変ホ調 1（任意）
  - ファゴット 2
- 金管楽器
  - ホルンヘ調 4
  - トランペットヘ調 2
  - トロンボーン 3
  - チューバ
- 打楽器
  - ティンパニ 3
  - 小太鼓
- ハープ
- 弦楽五部
  - ヴァイオリン 2
  - ヴィオラ
  - チェロ
  - コントラバス